# (13286) Adamchauvin
(13286) Adamchauvin est un astéroïde de la ceinture principale.

## Description
(13286) Adamchauvin est un astéroïde de la ceinture principale. Il fut découvert le 20 août 1998 à la station Anderson Mesa par le programme LONEOS. Il présente une orbite caractérisée par un demi-grand axe de 2,36 UA, une excentricité de 0,07 et une inclinaison de 6,3° par rapport à l'écliptique.

## Compléments